# Єльяшевич Сіма Саадьєвич
Сіма (Семен) Саадьєвич Єльяшевич (нар. 1879, Севастополь, Таврійська губернія, Російська імперія — пом. 1933, Москва, СРСР) — караїмський громадський діяч, письменник, поет, художник, винахідник і співак-аматор (тенор).

## Життєпис
Народився в Севастополі в сім'ї Сааді Сімовича та Рахілі Адоніївни Єльяшевич. У 1892 році сім'я переїхала до Москви, де Сіма закінчив 6 класів Строгановського училища й екстерном 8 класів 7-ї Московській гімназії. У 1912 році видав першу частину своєї книги «Два завіти» — «Сутність Старого Завіту або вчення караїмів», яка зберігається в Російській державній бібліотеці. Друга частина, «Апокаліптика й Есхатологія», залишилася в рукописі. Брав участь в діяльності Московської симфонічної капели В. А. Буличова, під керівництвом якого вивчив спів по нотах.
У 1914 році на запрошення брата Бориса переїхав до Криму. Учасник караїмського загальнонаціонального з'їзду 1917 року в Євпаторії (знятий на загальному фото з газзанами, де зображений в тому числі й Борис Єльяшевич), де він як уповноважений від західних караїмів виступав за об'єднання литовських і кримських караїмів навколо єдиного Таврійського й Одеського гахама. У 1917 році, після Російської революції, став ініціатором створення й ідеологом «Караїмської національно-демократичної партії культурного самовизначення», а 24 травня того ж року обраний головою сімферопольського відділу партії. З 1917 по 1919 рік, як секретар, входив до опікунської ради Євпаторійської караїмської ремісничого училища імені С. А. Когена. У 1918—1921 роках працював завідувачем національної бібліотеки «Карай-Бітіклігі». 27 квітня 1921 року став співробітником євпаторійської секції КримОХРІСа на посаді завідувача з охорони архітектурних пам'яток в місті Євпаторія, а в жовтні того ж року, рятуючись від голоду поїхав до Москви. Там він кардинально змінив свої погляди, ставши переконаним атеїстом та інтернаціоналістом. У дусі марксистсько-матеріалістичного вчення написав твір «Про основні засади пізнання й буття».
Разом із дружиною влаштував понад 200 безпритульних московських дітей в різні установи: дитячі будинки, школи, на робочі місця. Одного з них, Михайла Нікуліна, усиновив, який загинув під час Німецько-радянської війни.
У кінці 1920-х — 1930-х роках працював викладачем малювання в філії бібліотеки імені Некрасова в Сокольниках в «Лісовій школі».
Сімі Єльяшевичу належить винахід в галузі авіації. Спільно з планеристом С. Н. Гараєм розробив проєкт літака з поворотними в польоті крилами, який, переходячи в піку (при втраті швидкості, зупинки або аварії мотора і ін.), так перебудовує автоматично свої крила, що це перешкоджає падінню, а льотчик знаходиться при будь-якому положенні літака весь час в тому ж нормальному положенні, яке гарантує правильне управління. Авторське свідоцтво на винахід опубліковано Державним комітетом у справах винаходів і відкриттів 31 березня 1934 року, вже після смерті Сіми Єльяшевича.
Помер у Москві від висипного тифу.

### Сім'я
Дружина — Олександра Іллівна Койчу.
Син — Ілля Семенович Єльяшевич (1919—1942), працював геодезистом у Москві, в 1937 році призваний на строкову службу, яку проходив у Балтійському флоті. Учасник Радянсько-німецької війни: червонофлотець, стрілок. 14 жовтня 1942 року переведений у 85-ту окрему мотострілецьку розвідувальну роту 48-ї стрілецької дивізії. Загинув 19 листопада 1942 року. Похований у місті Петродворець Ленінградської області.

## Роботи
- Религиозно-музыкальные мотивы караимов // Караимская жизнь. — Москва, 1911. — Кн. 2 (июль). — С. 37—39.
- Нужны пастыри // Караимская жизнь. — Москва, 1912. — Кн. 10–11 (март–апрель). — С. 35—38.
- Два завета / Сима Ельяшевич. — Москва: т. д. В. И. Знаменский и К°, 1912. — 252 с. — (Этюды и материалы по истории религий Ветхого и Нового заветов; Кн. 1).
- Его пресвященство Караимский Гахам Серайя: Газетные материалы 1908—1909 г., относящиеся к деятельности С. М. Шапшала в Персии / Сима Ельяшевич. — [Феодосия] : 1917. — 35 с.
- Цивилизация и национальность // Известия Таврического и Одесского караимского Духовного Правления. — Евпатория, 5 августа 1917; — № 4; Евпатория, июль 1918. — № 1. — С. 14—16.
- Авраам Юфудович Мичри: [некролог] // Известия караимского духовного правления. — Евпатория, 1918. — № 1 (июль). — С. 25—26.
- Карай-Битиклиги // Известия караимского духовного правления. — Евпатория, 1918. — № 2 (декабрь). — С. 11—13.
- Интернационал (на разговорном наречии западных караимов) // Бизым йол. — Симферополь, 1927. — С. 62—63.